# Boistrudan
Boistrudan (tiếng Breton: Koetruzan, Gallo: Boéz-Trudan) là một xã của tỉnh Ille-et-Vilaine, thuộc vùng Bretagne, miền tây bắc nước Pháp.

## Dân số
Người dân ở Boistrudan được gọi là Boistrudanais.
Theo điều tra dân số năm 1999, xã này có số dân là 494 người.
Dân số ước tính vào năm 2007 là 665 người.

## Liên kết ngoài

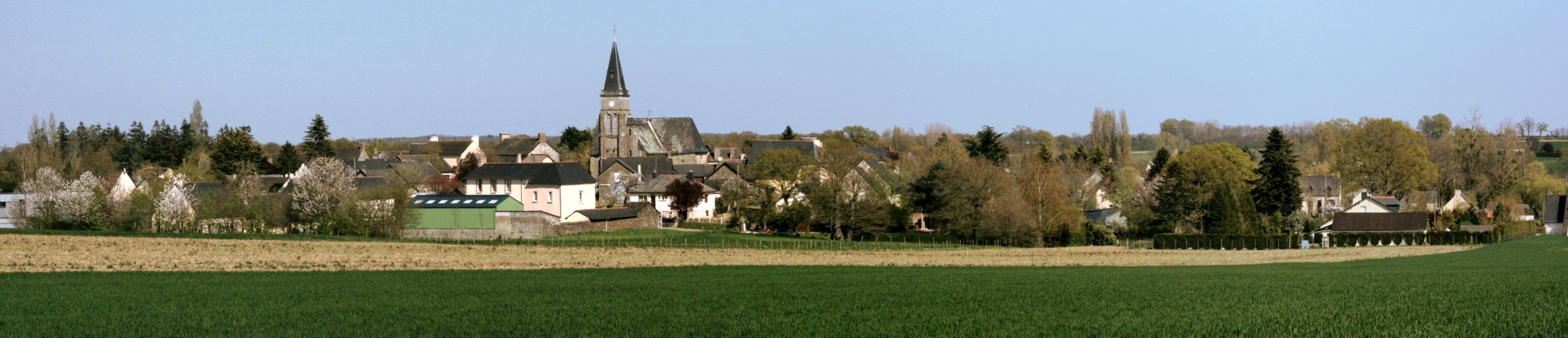
Panorama of the commune